# Con Vista a la Esperanza (álbum)
Con vista a la esperanza, también conocido como Miguel, con vista a la esperanza es un disco musical dedicado al líder del Movimiento de Izquierda Revolucionaria, Miguel Enríquez. Originalmente fue publicado en 1999, pero ha tenido varias reediciones en distintos formatos. Incluye canciones de artistas como Patricio Manns, Carlos Puebla, e Ismael Durán.

## Lista de canciones
El disco ha tenido varias publicaciones, cada una con una lista de canciones diferente. La versión más reciente tiene estas canciones:

### Con vista a la esperanza
1. Cinco de octubre (Poema) - Marcelo Puente
2. Canto a Miguel - Raíz e Osvaldo Torres
3. Por ti, juventud - Ismael Durán
4. Miguel Enríquez se llama - Carlos Puebla
5. Yo pisaré las calles nuevamente - Pablo Milanés
6. Rojo y negro - Raíz e Rafael Manríquez
7. Miguel, compañero (Poema) - José María Memet
8. Réquiem de Primavera - Ernesto Espinoza
9. Mi banderita chilena - Marcelo Puente
10. Aunque prohibido - Toño Cadima e Cristian González
11. Siete estrellas - Raíz e Osvaldo Torres
12. Miguel Enríquez - Ángel Parra
13. Carta abierta al interior de Chile - Patricio Manns
14. Canto al Cono Sur - Aníbal Sampayo
15. Cifrado en octubre (Poema) - Gonzalo Rojas
16. Rebelión - Taller
17. Compañero - Compañeros y Marcelo Puente

### Bonus
1. La canción de Luciano - Karaxú
2. La dignidad se hace costumbre - Patricio Manns
3. Trabajadores al poder - Karaxú

Diferentes versiones incluyen diferentes pistas, incluyendo "Himno del guerrillero"  de José Rabaza Vázquez y Enrique González Mántici y un discurso de Miguel Enríquez en el Teatro Caupolicán, cual fue redactado en el 17 de julio de 1973.